# Que faisiez-vous quand les lumières se sont éteintes ?
Pour plus de détails, voir Fiche technique et Distribution.
Que faisiez-vous quand les lumières se sont éteintes ? (Where Were You When the Lights Went Out?) est un film américain réalisé par Hy Averback, sorti en 1968.

## Fiche technique
- Titre : Que faisiez-vous quand les lumières se sont éteintes ?
- Titre original : Where Were You When the Lights Went Out?
- Réalisation : Hy Averback
- Scénario : Everett Freeman et Karl Tunberg d'après la pièce Où étiez-vous quand les lumières se sont éteintes ? de Claude Magnier
- Photographie : Ellsworth Fredericks
- Production : Everett Freeman et Martin Melcher
- Production exécutive : Robert Vreeland
- Société de production et de distribution : Metro-Goldwyn-Mayer
- Musique : Dave Grusin
- Montage : Rita Roland
- Direction artistique : George W. Davis et Urie McCleary
- Costumes : Glenn Connelly
- Pays d'origine :  États-Unis
- Format : Couleur (Metrocolor)  - 35 mm - 2,35:1 - Son : mono
- Genre : Comédie
- Box-office : 7 988 000 $US
- Durée : 89 minutes
- Dates de sortie :
  - États-Unis : 19 juin 1968
  - France : 27 mai 1970

## Distribution
- Doris Day : Margaret Garrison
- Robert Morse : Waldo Zirrer
- Terry-Thomas : Ladislaus Walichek
- Patrick O'Neal : Peter Garrison
- Lola Albright : Roberta Lane
- Jim Backus : Tru-Blue Lou
- Dale Malone : Otis J. Hendershot Junior
- Robert Emhardt : Otis J. Hendershot Senior
- Harry Hickox : Détective Captain
- Parley Baer : Dr Dudley Caldwell
- Randy Whipple : Marvin Reinholtz
- Earl Wilson : Lui-même
- Morgan Freeman